# تقنية محاكاة إدارة المشاريع
تقنية محاكاة إدارة المشروعات (Project management simulation) هي عبارة عن محاكاة تستخدم في التحليل والتدريب على إدارة المشروعات. 
وغالبًا ما يتم استخدام تقنية محاكاة إدارة المشروعات في تدريب المحاكاة لمديري المشروعات. كما يتم استخدامها في حالات أخرى في تحليل الحساسية (what-if analysis) ولدعم عملية اتخاذ القرار في المشروعات الفعلية.
وتتم عملية المحاكاة في كثير من الأحيان باستخدام البرمجيات.

## التدريب
تعد تقنية محاكاة إدارة المشروعات للتدريب أحد الأنشطة التعليمية التفاعلية، ويتم ممارستها في كثير من الأحيان كتدريب جماعي. ويتمثل الغرض من هذه المحاكاة في نقل الكفاءة للطلاب (أي المعرفة والمهارات والسلوكيات) والتي تعمل في نهاية الأمر على تحسين أدائهم.
فهي تتيح للمتدربين مواجهة المواقف والمشكلات التي تنشأ في المشروعات الفعلية. حيث يمكن للمتدربين الاطلاع على عواقب القرارات التي اتخذوها. كما يُمكنهم تتبع تطور العوامل المتغيرة في المشروع: المجال والنفقات والجدول الزمني والجودة فضلاً عن العوامل البشرية. وتوفر هذه المحاكاة فرصة لتدريب المتعلمين على حل المشكلات النمطية للمشروع وعمل أخطاء وتحليلها. 
ويُمكن أن تتمثل الأهداف التربوية التي تكمن في تقنية محاكاة إدارة المشروعات في تعليم كيفية:
- تحديد أهداف وأغراض أحد المشروعات؛
- تقدير التكلفة؛
- تخطيط مهام المشروع؛
- تنظيم موارد المشروع؛
- استخدام أدوات إدارة المشروعات؛
- التحكم في تقدم مشروع ما؛
- اتخاذ قرارات جماعية في ظل الضغوط؛
- التصرف بطريقة ملائمة في المواقف النمطية لإدارة المشروع

جدير بالذكر أن دراسات مختلفة تقترح استخدام التدريب القائم على المحاكاة لتدريب مديري المشروعات قبل تدريبهم على الطرق الأخرى.

## التحليل
يتم استخدام تقنية محاكاة إدارة المشروعات لتحليل مشروعات فعلية. ويتمثل الغرض من المحاكاة في تعليم المتدرب النتائج المحتملة المختلفة الناتجة عن قراراته، فضلاً عن مدى احتمالية حدوث كل نتيجة. كما تساعد تقنية المحاكاة في تقليل مخاطر المشروع واختيار الخطة المُثلى للمشروع. 
ففي المحاكاة النمطية يتم وضع المشروع في إطار أداة برمجية مصحوبة بمتغيرات غير محددة. بعدها تبدأ المحاكاة في عملها لفحص النتائج المحتملة المختلفة وإمكانية حدوثها نتيجة للمدخلات المختلفة للمتغيرات غير المحدّدَة.